# Hawaiis flagga
Hawaiis flagga (hawaiiska: Ka Hae Hawai'i) antogs den 20 maj 1845 av Hawaiis parlament efter en tidigare flagga från 1816. Under den här tiden var Hawaii ett kungadöme.
Hawaii har aldrig officiellt tillhört Storbritannien. Orsaken till att den brittiska flaggan finns i det vänstra övre hörnet tros vara en gåva som en engelsk forskningsresande, George Vancouver, 1794 gav till Kamehameha, en lokal kung som senare förenade öarna till ett enat kungarike. Kungen ska sedan ha använt denna som sin egen symbol. De åtta ränderna symboliserar de åtta största öarna i delstaten.
Från och med år 1990 firas varje år den 31 juli Hawaiis flaggas dag, Ka Hae Hawai'i Day. Storbritannien ockuperade Hawaii i över fem månader från februari till juli 1843. Den 31 juli 1843 var dagen då den brittiska flaggan halades och britterna försäkrade sitt erkännande av Hawaiis självständighet.